# Бексли-Холл

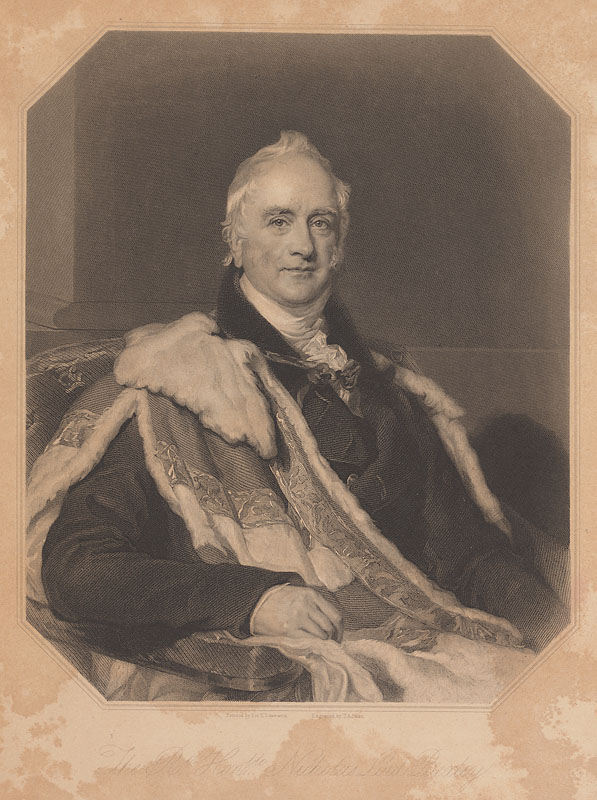
Лорд Бексли дольше всех занимал пост канцлера казначейства Великобритании.

Бексли-Холл (англ. Bexley Hall) — бывшая епископальная семинария, действовавшая с 1824 года до 27 апреля 2013 года, когда она объединилась с Сибери—Западной теологической семинарией в Федерацию Бексли-Холл Сибери-Западной теологической семинарии, также известную как Бексли-Сибери. В течение трёх лет семинария Бексли-Сибери работала в двух местах — в Бексли (штат Огайо), пригороде Колумбуса, и в Чикаго (штат Иллинойс). В июле 2016 года семинария объединилась в единый кампус Чикагской теологической семинарии в районе Гайд-парк/Вудлон в Чикаго. Бексли-Сибери — одна из 10 официальных семинарий Епископальной церкви в Соединённых Штатах Америки. Миссия Бексли-Сибери включает «создание новых сетей христианского образования, предпринимательского лидерства и смелых исследований в служении Евангелию».

## История

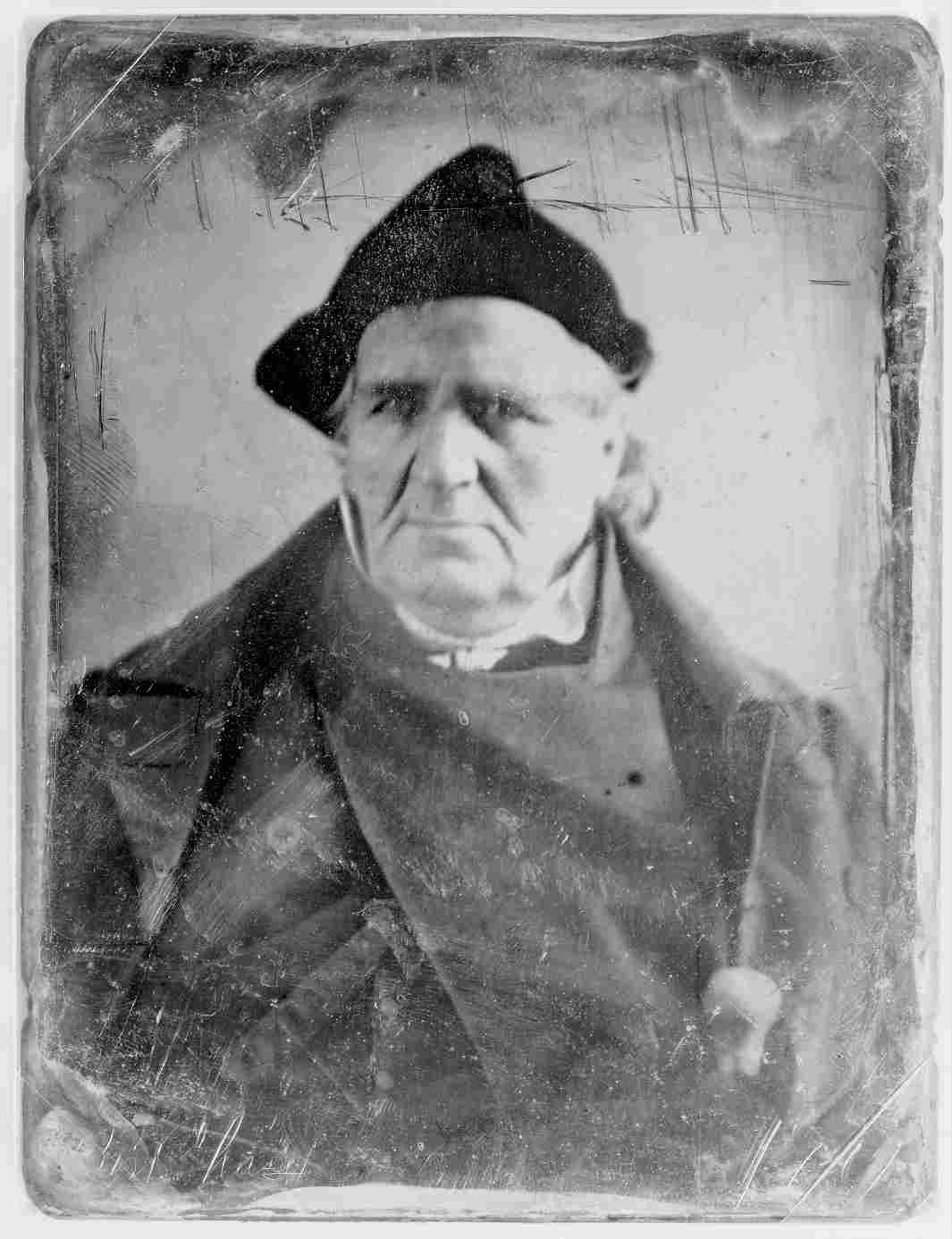
Чейз, Филандер, основатель и первый президент Бексли-Холл и колледжа Кеньон, а позже — председательствующий епископ Епископальной церкви.

Семинария Бексли-Холл была основана в 1824 году епископом Филандером Чейзом в связи с основанием колледжа Кеньон в Гамбиере (штат Огайо). Позже Бексли-Холл был выделен отдельно и назван в честь Николаса Ванситтарта, 1-го барона Бексли, раннего благотворителя Кеньон-колледжа.
В 1968 году Бексли-Холл отделился от Кеньона и переехал из Гамбиера в Рочестер (штат Нью-Йорк), где присоединился к Рочестерской богословской школе Колгейт (которая с тех пор стала Рочестерской богословской школой Колгейт-Крозер). Хотя семинария больше не связана с колледжем Кеньон, здание семинарии в Гамбиере, построенное в 1839 году, по-прежнему известно как Бексли-Холл. После 30 лет работы в штате Нью-Йорк, в 1998 году Бексли-Холл восстановил кампус в штате Огайо благодаря партнёрству с Троицкой лютеранской семинарией Колумбуса. Он находится неподалёку от кампуса Столичного университета, гуманитарного института с отделениями бакалавриата, магистратуры и профессиональной школы, в пригороде, по совпадению названном Бексли.
В феврале 2008 года декан объявил о том, что в мае будет закрыт кампус в Рочестере, ссылаясь на сокращение числа студентов и более строгие требования аккредитации. В дополнение к отношениям с Троицкой Лютеранской семинарией, Бексли-Холл установил партнёрские отношения с Папским колледжем Йозефинум и Методистской теологической школой в Огайо, которые предоставляют студентам семинарии доступ к отдельным занятиям. Кроме того, федеративные отношения между Бексли-Холл и семинариями Сибери-Уэстерн расширили миссию, географический охват и операционные возможности новой школы.
В апреле 2013 года Бексли Холл начал федеративные отношения с Сибери-Западной теологической семинарией. Эти отношения расширили миссию, географический охват и операционные возможности новой объединённой школы, семинарии Бексли-Сибери. Бексли-Сибери предлагает степень магистра богословия и две степени доктора служения, а также диплом по англиканским исследованиям и курсы повышения квалификации.

## Знаменитые выпускники
- Джеймс де Вулф[англ.] (1896—1966), епископ епархии Лонг-Айленда[англ.]
- Уильям Крейн Грей[англ.] (1835—1919), епископ Южной Флориды[англ.]
- Ллойд Эдвард Грессле[англ.] (1919—1999), епископ епархии Бетлехема[англ.]
- Дональд Мейнард Хультстранд[англ.] (1927—2018), епископ епархии Спрингфилда[англ.]
- Симеон Артур Хьюстон[англ.] (1876—1963), епископ Олимпии[англ.]
- Питер Квонг[англ.] ((鄺廣傑, род. 1936), архиепископ и примас Гонконгского Шенг Кунг Хуэй[англ.] (Гонконгской англиканской епископальной церкви)[9].
- Стивен Тейлор Лейн[англ.], епископ штата Мэн[англ.]
- Марк Эндрю Латтим[англ.], епископ Аляски[англ.]
- Сантош Кумар Маррей[англ.], одиннадцатый епископ епархии Истона[англ.]
- Филип Фредерик Макнейри[англ.], шестой епископ епархии Миннесоты[англ.]
- Эрнест Винсент Шейлер[англ.], епископ Небраски
- Дуглас Эдвин Теунер[англ.], епископ Нью-Гэмпшира[англ.]
- Уильям Уолтер Видрич[англ.], епископ-суфраган епархии Чикаго[англ.]
- Чарльз Дэвид Уильямс[англ.] (1860—1923), четвёртый епископ епархии Мичигана[англ.]